# Національна фізична лабораторія
51°25′35″ пн. ш. 0°20′37″ зх. д. / 51.42639° пн. ш. 0.34361° зх. д.
Національна фізична лабораторія (англ. National Physical Laboratory; NPL) — британська національна лабораторія, розміщена у Теддінгтоні (Англія). Найбільша наукова установа з вивчання прикладної фізики у Великій Британії. NPL бере участь у нових розробках в галузі метрології, таких як стандартизація нанотехнологій. Більшість співробітників лабораторії перебувають в Теддінгтоні, але установа володіє низкою об'єктів в Хаддерсфілді для вивчання метрології та підводної акустики у водосховищі Врейсбері.

## Розробки
Науковці NPL зробили внески до фізичних наук, матеріалознавства, обчислювальної та біологічної науки. Їх розробки знайшли застосування в дизайні кораблів, літальних апаратах, радарах, комп'ютерних мережах та глобальному позиціонуванні.

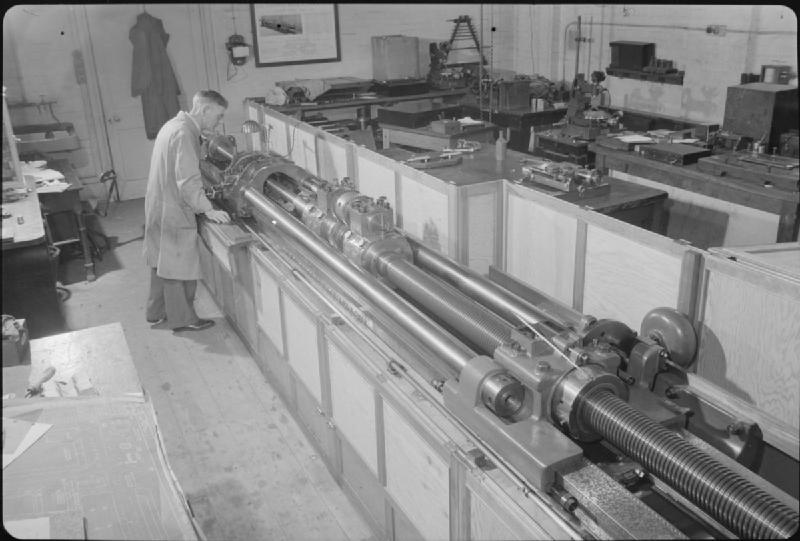
Національна фізична лабораторія під час другої світової війни, 1944 рік.

### Атомні годинники
Перший точний атомний годинник, заснований на певному переході атома цезію-133, був побудований Луісом Ессеном та Джеком Паррі в 1955 році саме в NPL. Калібрування стандартного атомного годинника цезію здійснювалось за допомогою астрономічної шкали — ефемеридного часу. Це призвело до узгодженого на міжнародному рівні визначення секунди СІ, що базується на атомному часі.

### Комп'ютери

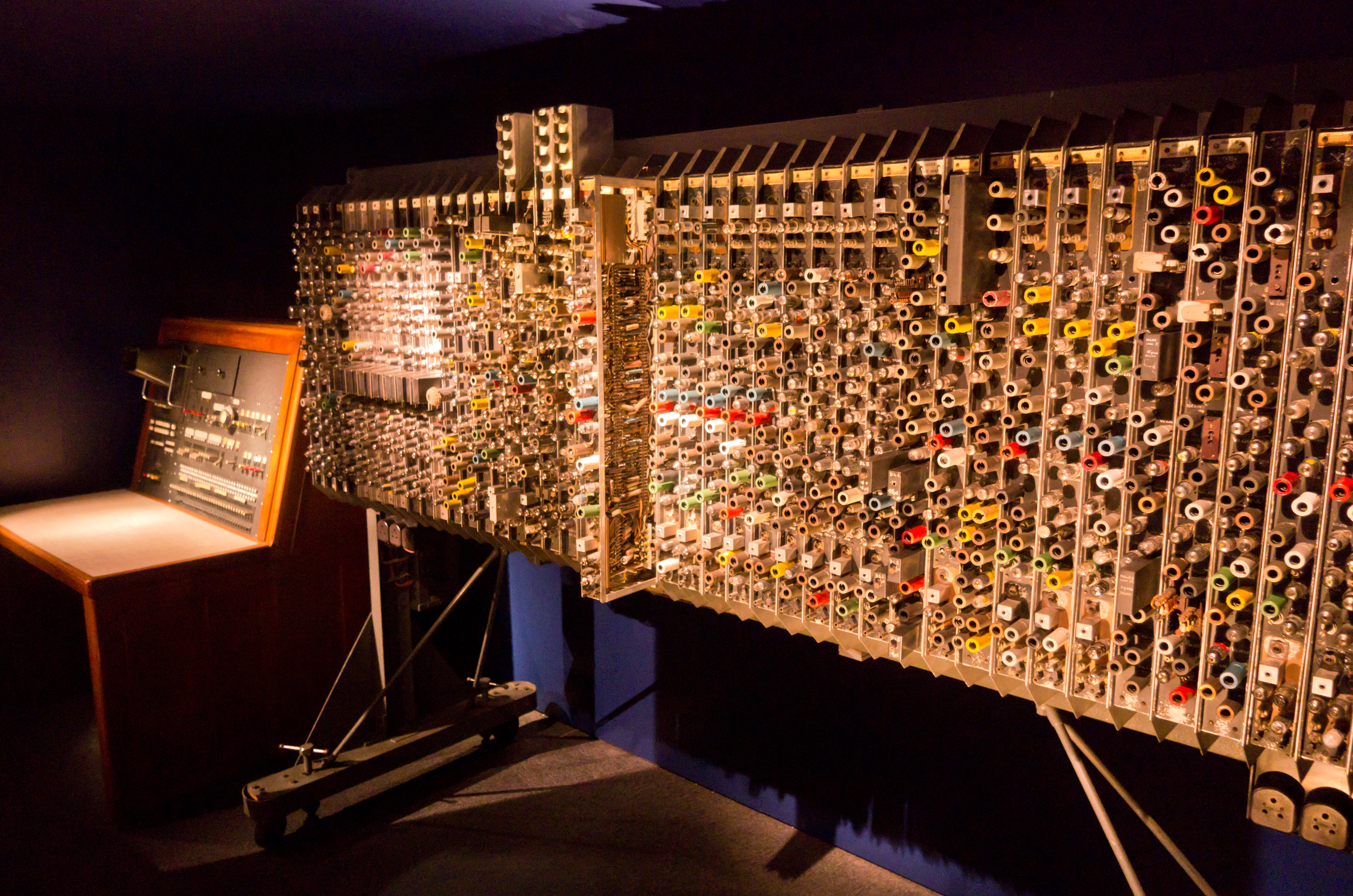
Комп'ютер Pilot ACE, розроблений Аланом Тюрінгом під час його роботи в лабораторії.

NPL здійснювала дослідження в галузі комп'ютерних наук з середини 1940-х років. В 1945 році Алан Тьюрінг очолив конструкцію комп'ютера ACE. Проект ACE виявився надто амбіційним, що призвело до від'їзду Тюрінга. Дональд Дейвіс взяв проект під своє керівництво і зосередився на побудові менш амбітного комп'ютера Pilot ACE, який вперше запрацював у травні 1950 року.
До тих, хто працював над проектом, належить і американський піонер обчислювальної техніки Гаррі Гаскі. Комерційна модифікація комп'ютеру (DEUCE) була виготовлена компанією English Electric Computers і стала однією з найуспішніших машин 1950-х років.

### Комутація пакетів
Починаючи з середини 1960-х років Дональд Дейвіс та його команда в NPL досліджували комутацію пакетів, що згодом стало основою для передачі даних в комп'ютерних мережах по всьому світу. Дейвіс розробив і запропонував національну мережу передачі даних на основі комутації пакетів у своїй пропозиції 1965 р. Про створення Національної служби зв'язку для обробки онлайнових даних (англ. Proposal for the Development of a National Communications Service for On-line Data Processing). Згодом команда NPL розробила свою концепцію в локальній мережі, яка працювала з 1969 по 1986 рік, і проводила роботу з аналізу продуктивності комутації пакетів. Їх дослідження вплинули на ARPANET у Сполучених Штатах, та на інших дослідників у Великій Британії та Європі.

## Науковці
- Роберт Ватсон-Ватт
- Вільям Лоренс Брегг
- Алан Тюрінг
- Джеймс Вілкінсон
- Джеймс Лайтхілл, та ін.